# Alabarda (araldica)
In araldica, l'alabarda è simbolo di buona guardia e virtù guerriere  ed è anche un'allegoria della famiglia che, forte e armata, vigila sul proprio avvenire.
È definita impropriamente alabarda anche l'arma che compare nello stemma di Trieste – e per questo motivo i giocatori della squadra di calcio della Triestina sono spesso chiamati erroneamente gli alabardati – ma si tratta in realtà di un'arma chiamata spiedo alla furlana.

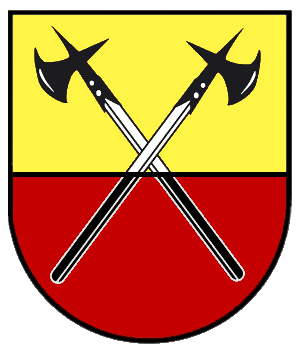
Stemma di Amlishagen, Germania
Stemma di Untereisesheim, Germania
Stemma di Hallstadt, Germania
Stemma dell'antica centena di Lister, Svezia
Nieuwpoort, Belgio
Stemma di Ispica, Italia